# 광무개혁
광무개혁(光武改革)은 1897년부터 1904년까지 고종이 시행한 개혁을 말한다.

## 개요
1897년 대한제국에서 집권한 수구파 행정부는 구제도를 근본으로 하고 신제도를 참작한다는 구본신참(舊本新參)의 시정 방향을 제시하고 갑오개혁과 을미개혁의 급진성을 비판하면서 점진으로 하는 개혁을 추구하였다. 이어서 법률과 칙령 개정안을 마련하려는 황제 직속 특별입법기구인 교전소를 설치하였다. 1899년(광무 3년) 오늘날의 헌법과 같은 《대한국국제》(大韓國國制)를 반포하여 황권의 절대성을 명시하였다. 이어서 태황제는 국정의 주요 권한을 황제에게 집중시켜 전제군주제 강화를 추구하였고 갑오개혁 때 23부로 개편한 행정을 13도로 재개편하였다.
또한 군사 분야에서 황제가 군권을 장악하게끔 원수부를 설치하였고 서울의 중앙군과 지방의 지방대폭 증강하며 무관학교를 설립한다.
결론적으로 광무개혁기 시행된 여러 정책은 경제, 교육, 시설 면에서 근대화와 남에게 보호받거나 간섭받지 않고 자기 일을 스스로 처리하게끔 국력을 증강하려는 노력이었으나 재정집중’을 포기한 채로 국가재원의 이속과 백동화 발행으로 황실재정을 확충함으로써 정부재정을 침해하였기 때문에 근대적 재정국가 건설에 실패했다.또 특권을 전제로한 봉건성을 탈피하지 못함으로써 그들의 지향을 현실화시키는데 성공할 수 없었다.
더욱이 황실에 집중된 자본은 국가 전체적인 정책을 입안하고 집행할 수 있는 기능을 저하시켰다. 이는 갑오정권의 몰락과 독립협회의 해체와 함께 유능한 실무관료들이 전적으로 배제된 채 정부가 구성되었다는 점에서 심화되었다. 이런 여러 개혁 정책은 복고주의 성향과 집권층의 보수 성향과 개혁의 미미한 성과와 열강 세력에 간섭받아 큰 성과를 거두지는 못하였다는 점에서 한계가 있다. 근본적으로 황제와 측근들 중심의 비상 수단과 황제의 권위에 의존한 개혁이었다.

## 상업
이어 상공업 진흥책을 추진하였는데 이것을 《광무개혁》(光武改革)이라 하였다. 여러 상공업 진흥책으로써 근대의 특징이 될 만한 공장과 회사가 설립되었으며 대한천일은행(오늘날의 우리은행)과 한성은행을 위시한 여러 은행을 설립하였고 교육 진흥책을 추진하여 기술학교와 사범학교와 관립학교를 설립하였다. 이어서 교통, 통신, 전기, 의료를 위시한 근대 시설을 도입하였다. 근대적 관립·사립학교와 각종 외국어·실업교육기관이 신설됐다. 1909년 11월 현재 대한제국의 국공립과 사립학교는 모두 2236개였다.
광무개혁 시기에 건설된 기업은 영세성을 벗어나지 못했으며 몇사람이 모여 만든 합자회사의 형식을 취하는 경우도 있었다. 일본상품의 침투로 인해 일부 생필품을 제외하고는 시장경쟁에서 경쟁력이 매우 취약했고 그 취약한 자본력을 보완해줄 금융기관의 존재가 전무했다. 조선은행, 한성은행 등도 정부의 금고로서의 역할에 그치거나 전당포, 고리대 등과 같은 성격을 벗어나지 못했다.
운산금광에서 수익이 나와서 배당이 시작되는대만 7년이라는 오랜 시간이 걸렸다.
당시 외세 자본주의에 의한 상권침탈이 극심하였는데, 이는 그나마 일본의 청일전쟁 승리 이후 외국자전본의 상권침탈을 막을 수 있는 유일한 제도적 장치인 도고제가 폐지되어 점점 심해졌다. 도고제는 금융지원의 부재상태에서 상권침탈을 막는 유일한 방안이기도 하였다. 청나라 상인과 일본 상인의 도소매업 장악이 가속화되어 조선 상인은 존립을 부심하지 않으면 안될 지경까지 몰렸었다.청과 일제 등의 외세 자본주의의 극심한 상권침탈로부터 상권을 보호한다는 명목으로 도고권의 부활을 추진하였다.
하지만 이는 봉건적인 특권상업체제를 부활시키는 것을 의미하는 것으로서 사상인들에 대한 통제와 잡세수탈이 부활되어 상업발전에 걸림돌로 작용하기도 하였다. 더욱이 상권침탈이 조약에 의해 보장을 받고 있는 한 상공업 진흥과 발전이란건 한계에 봉착하여 허구가 될 수 밖에 없었다. 따라서 대한제국에는 외세의 침투를 허용하지 않는, 기존의 불합리한 조약을 개정하는 것이 중요한 과제였던것이다. 그러나 당시 시대적상황에 비추어 보아 약소국이 열강국가에게 불평등한 조약을 개정하기를 요구하는 건 무모한 시도였다

## 토지 개혁
토지개혁을 이루고자 양전 사업을 시행하고 지계(地契)를 발급하여 근대의 특징이 될 만한 토지 소유 제도를 마련하였는데 일부 지역에서 토지 소유 증서인 지계가 발급되고 토지의 소유주를 기재하였다. 토지의 소유주를 시주(時主)라고 부르고 이 사용 범례를 칙령으로 반포하여 규정하였다.
대한 제국은 1부(負) = 1아르(are), 1결(結) = 1헥타르(hectare)로 전통적인 계량 단위를 서구의 미터법과 완벽히 일치시키긴 했으나, 양전 지계 사업을 완수하지 못했고, 국립은행설치와 같은 장기계획은 시도하지 못했다. 지계 작성이 제대로 시행되지 않아 실제 토지 소유자와 시주명이 다르고 기초적인 삼각 측량 등은 시도조차 되지 않아 구체적인 면적 파악도 제대로 되지 않는 등 사업은 제대로 이루어지지 않았다.
그런데 광무양전과 함께 시행된 광무사검 당시 토지의 소유 실태를 고려하지 않은채, 민간과 국가의 소유 권리가 얽힌 분쟁지를 전부 국유지로 환수함에 따라 전국적인 국유지 또는 민유지 분쟁으로 불거져 커다란 민심 이반을 불러일으켰다. 당시에 국유지였던 아문둔전(衙門屯田 : 관아의 토지)과 궁방전(宮房田 : 궁방이 소유한 토지 즉, 왕실이 소유한 토지) 등은 실질적으로 관이나 궁에 의해 소작료만 거둬지거나, 아니면 관리가 되지 않은체 인접 농민들에 의해 경작되고 있어, 문서상으로만 국유지이지, 실질적으로는 경작 중인 농민 소유에 가까워 소유권이 복잡하게 얽힌 중층적 혹은 다층적인 소유 상태였다.
국유 분쟁지는 크게 무토(無土)와 유토(有土)로 나뉘었는데 무토(無土)는 토지의 세금 수입만 궁방과 아문둔전이 가지고 있는 사실상의 민유지였고, 유토(有土)는 궁방과 아문이 직접 매입하거나 관리하는 토지였다. 유토 중에서도 궁방이 매입과 관리를 다하고 있는 제1종유토와, 실질적인 관리와 개간이 농민에 의해 전담되어 민유지화된 제2종유토로 나뉘었다. 그리고 갑오 개혁당시 사실상의 민유지인 제2종유토가 전체 유토의 2/3를 차지하고 있었다. 이미 광무양전 이전 갑오 개혁으로 이러한 토지를 구분하지 않고 무분별하게 국유지로 편입하여 분쟁 소요가 잇따랐는데, 광무양전 때에는 왕실의 재산을 관리하는 내장원의 주도하에 무리하게 국유지 편입을 시도하여(이른바 광무사검), 다층적으로 소유권이 얽힌 농지에서 경작민의 경작권과 소유권을 인정하지 않아, 국유지 또는 민유지 분쟁 소요가 일어났고 일부에서는 장장 5년간 투쟁해서 얻어낸 경우도 있었다. 이는 일제가 토지조사사업을 벌이기 전까지 해소되지 못하였다.
1970년대 ~ 1980년대에는 김용섭의 주도하에 광무양전의 사업이 근대적인 지계 사업과 근대적 소유권을 확보한 근대적 개혁 정책으로 평가하는 학설이 있었으나, 1980년대 후반부터 지금까지 조석곤, 배영순, 이영훈등의 학자들에 의해 반론이 제기되었다.(이들의 주장은 대한제국기의 토지제도 민음사 1990.에 정리되어 있다.)광무양전 때 지급된 지계가 소유주나 토지 면적을 제대로 기재한 것도 아닐뿐더러, 토지 소유자의 존재를 명확히 규정한 것도 아니니만큼 근대적 성격의 개혁으로 보기 어렵다는 것이다. 시주(時主)는 문자 그대로 토지 점유에 있어 '임시 지주' 혹은 '임시 점유자'로서 확실한 토지 소유주로 지정된 자가 아니었다. 조석곤, 이영훈, 배영순 등은 "시주는 한시적으로만 토지 점유권이 인정될 뿐이므로, 궁극적인 토지의 주인은 (조선의 정치적 전통으로 볼 때) 국가 즉 왕이므로, 왕토 사상을 잔존시킨 것이 아니냐"고 주장했다. 실제로 광무 정권의 재정은 왕실의 재정을 관리하는 궁내부와 내장원에 집중되었고, 광무사검 당시에는 내장원 관할 국유지가 무리하게 확대 편입되어 농민들과 큰 갈등 소요를 빚기도 하는 등 황권 강화를 경제적으로 뒷받침하려는 시도가 많았기에 시주 규정조차 황실 재산 증식의 차원에서 백성의 토지 소유권을 한시적으로 제한한 것이 아니냐는 주장이다.

## 단발령 재개
단발령은 김홍집 내각 때인 1895년 12월 30일(고종 32년 음력 11월 15일)에 유길준과 정병하가 한 건의를 황제 고종이 받아들여 실시하였으나 전국에 걸쳐 수구파와 위정척사파의 반발과 시위와 상소와 대중집회로 단발령은 결국 고종이 직접 철회 성명을 발표하고서야 사태가 진정되었고 고종은 광무개혁을 추진하는 과정에서 단발령을 재공표하나 국외 여행을 다녀온 사람들이 단발하면서 단발령은 자연스럽게 보급되었다. 1897년 민영환이 영국공사로 갔을 때 '런던에 도착하여 각국 사자(使者)들을 보니 모두 하나같이 머리를 깎고 양복을 입었지 않는가. ' 하였다. 민영환은 유독 자기만 상투를 달고 한국식 의복을 입은 차림을 부끄럽게 여겨 자신도 상투를 자르고 양복으로 바꿔 입었다. 이것은 자발 하는 단발로 귀국 후 사대부들에게 비판받는다. 당시 영국 여왕 빅토리아는 일찍부터 조선은 아직 상투를 자르지 않는다는 말을 들었으므로 그 모습을 구경하고자 민영환을 불러들였다. 그러나 여왕 빅토리아가 한 기대와 달리 런던에서 며칠간 체류하던 민영환은 단발하였다. 민영환과 윤치호 외에도 외국을 다녀온 정치인들과 지식인들이 단발령에 동참하자 고종은 1900년을 기해 단발령을 재공포한다.
일부 성리학자들은 오두가단 차발불가단이라 하여 목이 잘리더라도 머리카락은 내놓을 수 없다고 맞섰다. 죽동궁(竹洞宮) 민영익(閔泳翊)의 첫 양자로 들어갔던 민정식(閔珽植)은 양어머니인 대방 마님의 노여움을 받고 파양 당해 쫓겨났다. 민정식이 대방 마님에게 파양 당해 쫓겨난 이유의 하나도 '상투를 잘랐다'는 사건 때문이었다. 단발을 최초로 권고한 것이 고종이 아닌 일본인들과 서양인들의 입에서 처음 나왔다는 것은 당시 사회상 반감의 이유였다.

### 신교육과 단발령의 확산
조선의 신교육은 1900년대 후반에 들어서서 본격화하였다. 일설에는 '만약 그 신교육과 '머리털 수난'을 함께 실시하지 않았던들 신교육은 더 이른 시일에 적극적으로 보급될 수 있었으리라.'라는 견해도 있다. 고종이 단발을 결심한 배경에는 유길준과 정병하가 한 건의 이전에 서양인 선교사들이 위생에 편리하고 머리 감기가 쉬운 이유를 들어 고종에게 단발을 건의하였다. 고종은 서양 선교사들에게 단발령 시행에 협조하라고 주문한다. 이에 적극적으로 호응한 선교사들은 머리를 자르지 않으면 신교육을 받을 수 없게 하겠다고 하여 백성의 단발을 유도하였다.
결국, 신교육의 보급 요람인 신식 학교에 가려면 먼저 머리를 깎아야 했으므로 신교육 자체가 국민에게 많이 저항받았다. 행세하는 가문에서는 그 머리털 자르는 일 때문에 자기 아들을 학교에 보내지 않는 일도 허다했다. 이런 일은 실제로 경상북도 대구의 일등 거부이던 장길상의 집안에서도 일어났다. 장길상은 자기 아들 하나가 신교육을 받고자 대구에서 한성으로 올라와 상투를 자른 일을 두고 '불효'와 '난봉'으로 취급해 학비 조달을 중단해 버렸다. 또 그 사람은 영남학회를 위시한 교육단체에 20원인지 30원인지 기부하겠다고 하고서 자기의 상투 머리가 잘리자, "이제는 상투까지 잘렸으니 그런 기부도 그만두겠다."고 상투 시위를 벌인 일도 있었다.

### 박중양의 단발령 보급
관찰사를 지낸 박중양은 단발령이 시작될 무렵 일부 인사들과 함께 단발령의 효율성을 알리고 이것을 보급하는 운동에 참여하였으나 사람들은 단발령에 호응하지 않았다. 구한말에 경상북도관찰사가 된 박중양은 영해(寧海) 지방에 들어가 한 고을의 수천 백성의 상투를 꾀를 써서 잘라 버린 사건이 있었다. 1906년 경상북도 관찰사로 새로 부임한 박중양은 영해군으로 초도순시를 가고서 그 잘하는 연설로 백성에게 감명을 주고서 선언했다.
| “ | 나에게 따로 인사하고 싶은 사람은 이 연설회가 끝나고서 군청 내아(內衙)로 들어오시오. | ” |

도백(道伯)이 자기들을 한 사람씩 따로 만나 인사받겠다는데 감지덕지한 유지 기관장급들은 좋다고 하고 내아로 줄을 지어서 들어갔는데 내아 삼문(三門) 뒤에 숨어 있던 일본 순사들이 관찰사 박중양에게 인사를 드리러 들어오는 사람들에게 가위로 들이대고 상투를 잘라 버렸다. 한꺼번에 수백 명의 상투가 잘려나갔으니 내아는 금세 통곡 바다를 이루었다. 이후 박중양은 위생에 편리하다는 이유로 단발령을 권고했고 호응이 적은 곳은 직접 찾아가 순사들을 매복시키고서 단발을 강행한 후 단발령은 전국 각지로 확산하였지만, 보수 경향이 있는 유학자와 유교를 신봉하는 관료들은 격렬히 반발하였다.

## 군수 단발령
단발령이 일시 중단, 자율화에 맡겼다가 1900년에 재실시되자 한성부와 각 아문, 경기도를 위시한 대다수 관리와 지방의 관찰사급 인사들도 머리를 깎아 이에 따랐으나 지방에서는 백성은 물론 당시 제주 군수 정교(鄭喬)를 위시한 많은 관리가 머리를 깎지 않자 1906년(광무 9년) 광무개혁을 추진하던 조정에서는 단발령을 재공포하면서 당시 관료들에게 강제로 머리를 깎으라고 지시했다. 1906년 내무대신 이지용(李址鎔)은 각 도에 명령을 하달하여 군수, 참서관, 주사(主事), 서기를 위시한 관리들에게 삭발하라고 지시하였으나 정교는 관직을 사임하고 물러났고 1907년 곡산 군수로 부임한 정교는 끝내 머리 자르기를 거부하였다. 결국, 1906년 이지용이 한 상주를 받아들여 군수 삭발령을 실시, 공직자들을 강제로 삭발시킨다.

## 문제점
조선 시대의 왕권은 전통적으로 군약신강이라는 말이 나올 정도로 부실했고, 조선의 관료 체제는 겉으로는 성리학의 청백리상을 따르지만, 실제로는 부정부패로 유지되는 기형적인 구조였다. 관료에게는 박봉을 주고 향리(아전)에게는 급료 자체를 안 주면서, 공식적 세액은 낮은 구조였는데, 이걸 현실적으로 유지하기 위해서 중앙 관료는 지방관에게 관례화된 뇌물(수증 受贈)을 받고 지방관은 아전(향리)을 시켜서 지방민들을 수탈하는 구조를 취했다.
아전들은 이 과정에서 자기 몫을 챙겼다. 이건 그야말로 변칙적 운용이지만 딱 2가지에서 장점이 있었다. 첫번째는 유교적 명분론에서 겉보기에는 멀쩡해 보인다는 것이고, 두번째는 현실적인 부분인데 중앙에서는 국왕에게 집중되었다가 다시 내려가는 돈이 대폭 감소하기 때문에 국왕권이 줄어드는 요인이 되어서 중앙 관료들에게 유리했고, 지방관리에 있어서는 지방 향리(아전)들과 수령들을 관리하는 일이 줄어들고 백성들을 직접 상대하는 것은 향리들이라서 향리, 잘해야 지방관들에게만 백성들의 분노가 집중되게 되는 구조였다. 농민 봉기가 일어났을 때, 국가 체제 타도는 언급도 없으면서 향리들은 죽이고 수령들은 추방하고 끝나는 이유가 있다. 이 조세 시스템을 갈아엎으려면 아주 대대적으로 조세와 행정 시스템을 손봐야 했는데, 이러려면 중앙 정부가 지방을 아주 쥐고 흔들 정도의 압도적 위치가 필요했는데, 조선이나 대한 제국으로서는 이게 불가능했다. 일본도 대정봉환, 판적봉환, 폐번치현으로 이어지는 과정에 있어서 일본은 시모노세키 전쟁을 시작으로 2차에 걸친 조슈 정벌, 무진전쟁, 세이난 전쟁이라는 내전을 치르면서 중앙 집권 시스템을 정립한 것이다.
갑오 개혁이건 갑신정변이건 조세 개혁이라는 것은 모두 이미 걷어져서 중앙 정부까지 들어온 돈을 중앙 정부의 누가 관리할 것인가의 문제였지, 관리 급료 시스템부터 시작해서 지방 행정을 갈아엎어야 하는 조세 시스템의 개혁은 하지 않았다기 보다는 할 여력이 없었다. 녹봉 시스템만 해도 형식적으로는 기존의 현물 지급에서 현금 지급으로 변했다. 이걸 품봉 제도라고 부르는데,국가의 재정 부족으로 월급을 제대로 못 줬다는 기록만 남아있다. 이런 상황에서 세금을 제대로 걷는것은 불가능하다.
이런 세금 수취 상황은 시대를 지나 정상화되었다.

## 같이 보기
- 메이지 유신
- 청말신정